# Colla klagesi
Colla klagesi är en fjärilsart som beskrevs av W. Warren 1901. Colla klagesi ingår i släktet Colla och familjen silkesspinnare. Inga underarter finns listade i Catalogue of Life.